# Haiti i olympiska sommarspelen 1984
Haiti deltog i de olympiska sommarspelen 1984 med en trupp bestående av fyra deltagare, men ingen av landets deltagare erövrade någon medalj.

## Friidrott
Herrarnas maraton
- Dieudonné LaMothe — 2:52:18 (→ 78:e och sista plats)

## Fäktning
Damernas florett
- Gina Faustin
  - Omgång 1 — Vann 2 av 6 matcher (→ gick inte vidare)
- Sheila Viard
  - Omgång 1 — Vann 0 av 6 matcher (→ gick inte vidare)